# Агенти змін
«Агенти змін» (А3) — громадська організація,  створена спільнотою дизайнерів-волонтерів. Основна мета — формування міського середовища та комунікації в ньому, в основі якого лежить повага до людини, інклюзивність та відкритість простору. 
Операційні принципи: дослідження та врахування потреб всіх груп користувачів, прозорість роботи, залучення до проєктів людей, використання методології людиноорієнтованого дизайну (Human-Centered Design).
Флагманський проєкт — система орієнтування в київському метрополітені.

## Створення
У 2011—2012 роках київський дизайнер Ігор Скляревський з власної ініціативи розробив та безкоштовно запропонував місту декілька проєктів, що мали полегшити орієнтування людей в міському середовищі: 
- схема метро,
- концепт туристичної навігації[2],
- адресні покажчики[3],
- інформаційні покажчики на зупинках громадського транспорту,
- редизайн фунікулера
- вулична лавка з пластикових кришечок[4]

Більшість проєктів не знайшли підтримки у міської влади. Впровадити вдалося тільки проєкт редизайну фунікулера.
Після революції у 2014 році, коли змінилися керівники багатьох комунальних підприємств, в тому числі й метро, чиновники зацікавилися проєктами.
Протягом декількох наступних місяців сформувалася команда дизайнерів-волонтерів, які почали розробляти системи орієнтування в місті.
У грудні 2015 року вони зареєстрували громадську організацію «Агенти змін». До ради правління увійшли:  Ігор Скляревський, Андрій Батін, Максим Головко, Юрій Грановський, Олександр Колодько, Олександр Кравчук, Владислав Кулик.
Фінансування організації відбувається спільно через краудфандинг та спонсорство. 

## Напрямки діяльності
«Агенти змін» працюють над створенням та поліпшенням публічного простору:
- проєктування та стимулювання взаємодії між людьми в міському середовищі
- проєктування комунікації в цьому середовищі (середовища з людиною та людини з людиною)
- проєктування навігації в середовищі (як один з важливих аспектів комунікації, що робить середовище більш зрозумілим)

## Проєкти

### Упроваджені
- Метро
- Нові схеми метро
- Кишенькові схеми
- Дизайн безконтактних карток
- Екрани у вагонах метро
- Інформаційна кампанія Mastercard у метро
- Дослідження по реконструкції публічного простору мерії
- Редизайн київського фунікулера
- Навігація на веломаршрутах
- Інформаційне відео для поїздів «Інтерсіті»

### У процесі
- Адресні покажчики
- Навігація на Львівській площі
- «Київський стандарт»
- Інформаційні плакати київського метро
- Інтерфейси автоматів у метро
- Система орієнтування для станцій метро «Хрещатик», «Майдан Незалежності», «Кловська»

### Нереалізовані або призупинені
- Навігація для станцій міської електрички
- Навігація для абітурієнтів КПІ
- Навігація для Центру рекрутингу поліції